# Aureliana heterocera
Aureliana heterocera är en havsanemonart som först beskrevs av Forbes 1841.  Aureliana heterocera ingår i släktet Aureliana och familjen Aurelianidae. Inga underarter finns listade i Catalogue of Life.